# Tôn Thất Xuân
Tôn Thất Xuân (尊室春, ? - 1780) là phổ danh một hoàng thân và trọng thần triều Nguyễn.

## Lịch sử
Tôn Thất Xuân (尊室春) chỉ là tôn hiệu được chép trong thế phả triều Nguyễn rất lâu sau khi nhân vật này đã mất. Nguyên danh ông là Nguyễn Phúc Xuân (阮福春), tước Xuân quận công (春郡公), theo vai vế thuộc ngành chú (quốc thúc) của Nguyễn vương Phúc Ánh, tuy thuộc dòng chính thống nhưng không đủ cơ trí nắm quyền nên sau chỉ được coi như ngạch thứ.
Theo Hoàng Việt long hưng chí, năm 1777 khi thành Gia Định thất thủ, Xuân quận công may mắn thoát được vào đất Long Xuyên tìm Tông quận công Mạc Thiên Tứ. Nhưng bấy giờ Mạc Thiên Tứ đã chạy ra đảo Phú Quốc lánh quân Tây Sơn, nên ông lại ra tận nơi gặp. Mạc Thiên Tứ cùng Tôn Thất Xuân đi cùng sứ thần của vua Trịnh Quốc Anh sang Xiêm La cầu viện.
Tháng 11 âm lịch cùng năm, chúa Nguyễn Ánh thu hồi được Gia Định, bắt đầu cất đặt quan viên cai trị Long Hồ dinh. Do Xuân quận công đang lưu lại đất Xiêm lánh nạn nên được chúa Nguyễn biên thư ủy thác làm chánh sứ, lo việc đối đáp với triều đình Xiêm La. Các thư tịch Xiêm đương thời chép Tôn Thất Xuân là Ong Chiang Sun (ông chánh Xuân).
Theo sách Gia Định thành thông chí, tháng 06 năm 1780, trong triều đình Taksin xảy ra chính biến. Do ngờ họ Mạc và sứ bộ An Nam thông đồng quân gian nên vua Taksin bắt hạ ngục, tịch biên tài sản, rồi tháng 10 năm đó xử tử Mạc Thiên Tứ, Mạc Tử Thượng, Mạc Tử Hoàng, Tôn Thất Xuân... thảy 53 người, riêng Mạc Tử Sanh và một cháu nhỏ cùng mọi dân gốc An Nam sống quanh kinh kì đều bị phát vãng. Năm 1784, sau khi triều đình Taksin đổ, cai cơ Mạc Công Bính mới sang lấy hài cốt về Hà Tiên mai táng:
| “                                          | Canh Tí, năm thứ 3 [1780], mùa hạ tháng Sáu. Sai cai cơ Sâm Đức hầu, Tĩnh Viễn hầu làm sứ thần sang nước Xiêm. Vừa gặp tàu buôn của vua Xiêm về báo rằng, tàu [Xiêm] từ Quảng Đông về, qua phần biển Hà Tiên bị chủ tướng là chưởng cơ Thăng Bình hầu cướp của giết người. Phi Nhã Tân giận lây, bỏ sứ giả vào ngục. Rồi thì Bồ Ông Giao từ Cao Miên về Xiêm tố cáo rằng y bắt được mật thư của Gia Định khiến Xuân quận công và Tông quận công làm nội ứng mưu lấy thành Vọng Các. Vua Xiêm tin lời, ngày mồng Năm tháng Mười bắt giam tra hỏi, đều kêu oan không nhận. Tham tướng Mạc Tử Dung cố sức cải là bị oan. Phi Nhã Tân bèn đánh chết. Tông quận công tự tử. Ngày 24 tháng 10 năm Canh Tí, Xuân quận công, sứ thần nước ta, cùng con cháu người nhà Tông quận công, ước 53 người đều bị giết chết. Phàm dân An Nam ở đất ấy đều bị đày ra biên thùy xa. | ” |
| — Trịnh Hoài Đức, Gia Định thành thông chí | |   |

Đại Nam thực lục và các thư tịch Xiêm La chép thêm, tháng 02 năm Ất Sửu (1805), hoàng đế Gia Long cử một sứ bộ do quan trấn thủ Hà Tiên làm chánh sứ sang Bangkok. Ngoài quốc thư dâng vua Rama I cùng một số quà biếu quan viên Xiêm La, đặc biệt có thư riêng của Tống hoàng hậu gửi con trai (đích tử) của quận công Tôn Thất Xuân quá cố, lại ban cho một thoi vàng 10 tamlung (600gr), 5 thoi bạc cũng 10 tamlung (600gr), để tạ ơn việc đã tặng bà một nhẫn kim cương hồi năm ngoái do sứ bộ An Nam đem về.

## Gia đình
Ngoài người trưởng tử, quận công Tôn Thất Xuân còn có lệnh ái Nguyễn Phúc Ngọc Thông được Gia Long gả cho vua Xiêm Rama I làm cung phi. Nhờ thế, thông qua Xuân quận công, vương thất Chakri có liên hệ với hoàng tộc Nguyễn.

## Liên kết

### Tư liệu
- Soạn quốc sử Việt Nam và sửa đổi sách giáo khoa lịch sử